# Aleksiej Korobczenko
Aleksiej Jurjewicz Korobczenko (ros. Алексей Юрьевич Коробченко, ukr. Олексій Юрійович Коробченко, Ołeksij Jurijowicz Korobczenko; ur. 28 marca 1972, Rosyjska FSRR) – rosyjski piłkarz pochodzenia ukraińskiego, grający na pozycji pomocnika, a wcześniej napastnika, trener piłkarski.

## Kariera piłkarska

### Kariera klubowa
Karierę piłkarską rozpoczął w klubie Nart Czerkiesk, skąd w 1989 przeszedł do Zorii Ługańsk, która później zmieniła nazwę na Zoria-MAŁS Ługańsk. W ługańskim klubie występował 7 lat, a w 1996 był zaproszony przez trenera Pawła Jakowenkę do rosyjskiego Urałanu Elista. Potem występował w SKA-Eniergija Chabarowsk, w którym w 2004 zakończył karierę piłkarską.

## Kariera trenerska
Po zakończeniu kariery zawodniczej rozpoczął pracę trenerską. Najpierw pomagał trenować klub, w którym zakończył występy. W 2006 objął stanowisko asystenta trenera w klubie Kubań Krasnodar, dokąd zaprosił go były trener Pawło Jakowenko. Latem 2007 razem z głównym trenerem Jakowenkiem przeniósł się do FK Rostów. Obecnie pracuje w sztabie szkoleniowym młodzieżowej reprezentacji Ukrainy.

## Sukcesy i odznaczenia

### Sukcesy klubowe
- wicemistrz Wtoroj Ligi ZSRR: 1991
- mistrz Pierwszej Dywizji Rosji: 1997
- wicemistrz Wtoroj Dywizji Rosji: 1999, 2000
- mistrz Wtoroj Dywizji Rosji: 2001

### Sukcesy indywidualne
- 8. miejsce w klasyfikacji strzelców Mistrzostw Ukrainy: 1994/1995